# Félix Pérez y Pérez
Félix Pérez y Pérez (1924-2017) fue un veterinario, académico y político español, procurador en Cortes y concejal del Ayuntamiento de Madrid durante la dictadura franquista y la Transición, así como senador.

## Biografía
Nació en Burgos el 20 de enero de 1924.
Doctor en veterinaria, fue considerado pionero en la inseminación artificial del ganado en España así como en el trasplante de embriones en vacas.
Fue procurador en las Cortes franquistas en representación del tercio familiar entre 1971 y 1977.
Pérez, que fue concejal del Ayuntamiento de Madrid, también ejerció de presidente de la Comisión de Cultura del consistorio madrileño durante nueve años.
Entre 1970 y 1975 ejerció de vicerrector de la Universidad Complutense de Madrid.
Fue senador de la legislatura constituyente (1977-1979) electo por la provincia de Burgos.
Falleció el 13 de diciembre de 2017 en Madrid.

## Premios
- Gran Cruz de la Orden Civil de Sanidad (1971)[8]
- Gran Cruz de la Orden del Mérito Constitucional
- Premio Castilla y León de Protección del Medio Ambiente (1992)[2]
- Hijo Predilecto de Burgos (1992)[9]
- Medalla de Oro de Burgos (2003)[9]
- Cruz de Honor de la Sanidad Madrileña, categoría de Oro (2011)[10]